# Filmoteràpia
La filmoteràpia és una forma de teràpia utilitzada per atenuar qüestions relacionades amb malalties mentals o psicològiques. Aquest mètode va ser creat pel psicòleg Dr. Gary Solomon, qui, després de passar per un període mentalment inestable a la seva vida, va descobrir el poder d'influència de la visualització de pel·lícules per a calmar els seus turments psicològics.

## Creació del terme
Gary Solomon va ser un dels exemples de nens analfabets dels anys 50 a Amèrica, a causa de la classe social a la qual pertanyien els seus pares. Tot i així, des de petit va ser un gran consumidor de televisió. Durant la seva època adulta va invertir en el món immobiliari i va ser el director de la fàbrica de galetes Eagle Rock, moment en què va obtenir uns grans ingressos i va començar a viure una vida molt més acomodada. Tot i així, la seva inequació pel que feia al seu analfabetisme i els seus dimonis mentals relacionats amb els seus problemes familiars, van fer que caigués en mans de les drogues i s'acabés arruinant. L'únic mètode que va trobar per a sortir de la situació precària en la que vivia (a una habitació de l'hotel de California anomenat "Marina del Rey") va ser analitzar el comportament dels personatges de les moltes pel·lícules que veia com si fossin reals. És d'aquesta manera que va poder prendre un altre punt de vista sobre el comportament humà i la seva psicologia i, amb el temps, va anar reconstruint la seva vida fins al punt de deixar de ser analfabet.
Anys més tard, va començar a practicar aquesta teoria amb els seus pacients habituals a la Universitat Estatal d'Arizona. En veure que podia ajudar-los, i amb l'encoratjament de la seva dona Robin Huhn, va començar a escriure un llibre sobre aquesta teoria psicològica, que es va anomenar "The Motion Picture Prescription: Watch This Movie and Call Me in the Morning", on desenvolupava aquest mètode terapèutic i formava una llista de 200 pel·lícules que prometien ajudar a qualssevol persona que es trobés en un moment psicològicament complicat. Poc temps després comença amb la creació de la seqüela del llibre, que s'anomenarà "Reel Therapy: How Movies Inspire You to Overcome Life's Problems".
A més, va patentar el terme d'aquesta teràpia, per la qual cosa va poder gaudir dels drets autors relacionats amb aquesta teoria.

## Programes
Actualment un dels programes que utilitzen aquest mètode com a via d'educació emocional i personal és l'associació Medi-Cine. Defensen que el fet de veure certes pel·lícules ens porta a la introspecció i saber com actuar davant persones o situacions en cas de conflicte. Ofereixen dos tipus de teràpia, la presencial i la online. La online es tracta del visionat de sis pel·lícules que seran recomanades a cada pacient individualment (després d'omplir un formulari). La teràpia presencial també es farà a partir del visionat en conjunt i divideix les sessions en temàtiques o problemàtiques a tractar, amb l'acompanyament de orientació psicoterapèutica i la posterior posada en comú de comportaments,personatges, situacions, etc. Cal mencionar, però, que els serveis d'aquesta associació no són gratuïts.
Trobem també revistes en format online especialitzades en filmoteràpia, com és el cas de la revista "Filmoterapia: cine, coaching y psicología", editada pels psicòlegs Hodgson & Burque, de Corunya. En ella, podem trobar una guía que han dissenyat que es divideix en temàtiques (com el dol, les relacions afectives, la sexualitat, etc.) que es tractaran segons les mancances o inestabilitats psicològiques de cada pacient. En ser part d'una revista online, el contingut que ofereixen és gratuït, fet que permet a qualssevol persona realitzar aquesta teràpia de manera personal.

## Exemples de pel·lícules
Segons un estudi de la Universitat de Psicologia de Florida, aquestes són algunes de les pel·lícules amb les que podem tractar o millorar algunes inestabilitats emocionals.
| Categoria                         | Pel·lícula                                                                                  |
| --------------------------------- | ------------------------------------------------------------------------------------------- |
| Addició                           | - 28 días (2000) - Trainspotting (1996) - Leaving las Vegas (1995)                          |
| Violència domèstica o violació    | - Durmiendo con el enemigo (1991) - The Rape of Richard Beck (1985) - Extremidades (1986)   |
| Trastorn obsessiu Compulsiu (TOC) | - Mejor... Imposible (1998) - ¿Qué pasa con Bob? (1991) - Los impostores (2003)             |
| Problemes de parella              | - Cuando Harry encontró a Sally (1989) - El turista accidental (1989) - Pretty Woman (1990) |
| Traumes infantils                 | - Las tres caras de Eva (1957) - Sybil (2007) - Amelia, mi hija, mi amor (1984)             |
| Prejudicis                        | - La historia de Ryan White (1989) - Matar a un ruiseñor (1964) - American History X (1999) |
| Suïcidi                           | - Las vírgenes suicidas (1999) - Con amor, Liza (2003) - Las horas (2002)                   |
| Trastorns alimentaris             | - The Karen Carpenter Story (1989) - Kate's Secret (1986) - Eating (1990)                   |
| Problemes familiars               | - Crímenes del corazón (1986) - Memories of Me (1988) - Dulce hogar... ¡a veces! (1989)     |
| Pèrdua                            | - Adam (2009) - Mi viejo (1989) - Six Weeks (1982)                                          |
| Problemes d'homofòbia             | - American Beauty (1999) - In & Out (1997) - Paris is Burning (1991)                        |